# Dirk Dier
Pour les articles homonymes, voir Dier.
Dirk Dier, né le 16 février 1972 à Saint-Ingbert, est un ancien joueur de tennis allemand.

## Carrière
Vainqueur du simple garçon de l'Open d'Australie 1990.
Au Tournoi de Hambourg de 1993, il bat Guy Forget no 17 mondial (7-5, 7-65).
Il a remporté 5 tournois Challenger en simple : à Séville en 1993 et en 1995, à Weiden en 1997 et à Lippstadt et Dresde en 1998.

## Parcours dans les tournois duGrand Chelem

### En simple
| Année | Open d'Australie | Open d'Australie | Internationaux de France | Internationaux de France | Wimbledon       | Wimbledon | US Open        | US Open   |
| ----- | ---------------- | ---------------- | ------------------------ | ------------------------ | --------------- | --------- | -------------- | --------- |
| 1990  | —                | —                | —                        | —                        | 1er tour (1/64) | M. Stich  | —              | —         |
| 1991  | —                | —                | —                        | —                        | —               | —         | —              | —         |
| 1992  | —                | —                | —                        | —                        | —               | —         | —              | —         |
| 1993  | —                | —                | —                        | —                        | —               | —         | —              | —         |
| 1994  | —                | —                | —                        | —                        | —               | —         | —              | —         |
| 1995  | —                | —                | —                        | —                        | —               | —         | —              | —         |
| 1996  | —                | —                | 1er tour (1/64)          | F. Mantilla              | —               | —         | 2e tour (1/32) | T. Muster |

N.B. : à droite du résultat se trouve le nom de l'ultime adversaire.